# João de Lima, 2.º Visconde de Vila Nova de Cerveira
D. João de Lima, 2.º Visconde de Vila Nova de Cerveira  (?, circa 1435—1508) foi um fidalgo português, que sucedeu a seu pai no Viscondado de Vila Nova de Cerveira. Foi, também, Alcaide-mor de Ponte de Lima e conselheiro de D. Afonso V e D. João II. 
Casou, primeiro, com D. Catarina de Ataíde, filha de D. Gonçalo de Ataíde, Senhor de Gaião e depois com D. Isabel de Brito, filha de Martim Afonso de Melo, 7.º Senhor de Melo. D. Manuel I confirmou-lhe o título em 7 de Abril de 1496. Envolveu-se com D. Catarina de Melo, ainda durante o seu primeiro casamento, e de quem teve uma filha, Isabel de Lima.
João de Lima foi nomeado, por D. Afonso V, guarda-mor do príncipe D. João, posição que manteve até que este se tornasse rei. Também fez parte da expedição de D. Afonso V a Alcácer-Ceguer, em 1458, onde prestou serviço até ao segundo cerco, permanecendo no Norte de África até 1462, e depois na batalha de Toro, em 1476, junto com seu pai e irmão, Fernando de Lima.